# سبستان أعزل
سبستان أعزل (الاسم العلمي:Cordia inermis) هو نوع من النباتات يتبع جنس السبستان من الفصيلة الحمحمية.